# جوربيا
 
جوربيا أو جوربيا ( اللفظ الباسكي ) هو جبل وكتل صخرية في إقليم الباسك بإسبانيا . وهي أعلى قمة في بيسكاي وألافا ، ويبلغ ارتفاعها 1,482 متر (4,862 قدم) فوق مستوى سطح البحر. تغطي الكتلة الصخرية مساحة واسعة بين المقاطعتين. القمة الرئيسية عبارة عن جبل مستدير مغطى بالعشب ويعلوه صليب معدني يبلغ ارتفاعه 17 مترًا. تاريخيًا، كانت واحدة من مونتيس بوسينيروس [الإنجليزية] الخمسة من بسكاي ، حيث تم الإعلان عن اجتماعات المجلس العسكري العام لسيادة بسكاي . 
إلى الشمال من الكتلة الصخرية تقع هضبة اتكسينا [الإنجليزية] ، وهي منطقة مليئة بالأعمدة والكهوف مثل سبليجور [الإنجليزية] . الجانب الجنوبي من الجبل أقل وعورة، حيث تغطيه الغابات. الجبال البارزة الأخرى في الكتلة الصخرية هي بيرتين [الإنجليزية] إلى الجنوب ليكندا [الإنجليزية] و ألدامين [الإنجليزية] قمم الحجر الجيري إلى الشمال.
منذ عام 1994م ، أصبحت الكتلة الصخرية بأكملها جزءًا من متنزه جوربيا الطبيعي ، الذي تم إنشاؤه للحفاظ على غابات الزان والبلوط المحلية بالإضافة إلى مجموعات الخنازير البرية والغزلان . إن مكانتها كأعلى قمة في مقاطعتين وسهولة الوصول إليها جعلتها واحدة من الجبال الأكثر رمزية في إقليم الباسك .  

## صليب القمة

### الصليب الأول
في عام 1899م ،أمر البابا لاون الثالث عشر ببناء الصلبان على قمم الجبال البارزة في العالم المسيحي لإحياء ذكرى القرن الجديد.  تقرر تركيب صليب في جوربيا، أعلى جبل في بيسكاي وألافا .  قام كهنة زينوري في بسكاي وزيغويتيا في ألافا بالخطوات الأولى لتنسيق بناء الصليب. تم تنفيذ الأعمال، الممولة من التبرعات، من قبل أبرشية فيتوريا . وكانت الميزانية الإجمالية 50000 بيزيتا . تم تصميمه من قبل المهندس المعماري كاستو دي زافالا [الإنجليزية] وتم بناؤه في مصنع يملكه رجل الأعمال والسياسي سيرابيو دي جويكوتشيا.  بدأت الأعمال في 26 يوليو 1901م، وكان من المقرر الانتهاء منها بحلول 14 سبتمبر ( عيد الصليب )، ولكن لم يتم افتتاحها حتى 12 نوفمبر. .
إن بناء الصليب شابه بعض الصعوبات, تم نقل أجزاء الصليب المفكك بالسكك الحديدية إلى إيزارا ، ومن ثم نقلها إلى القمة بمساعدة الحيوانات العاملة . لأسباب غير معروفة، 33.33 متر (109.4 قدم) من طول الصليب لم يتم بناءه وفقًا للخطط التي رسمها كاستو دي زافالا. تضمنت التصميمات المقترحة أسلاك شدّاد لمساعدة الهيكل على مقاومة الرياح القوية، ولكن بسبب البناء السريع لم تتم إضافتها. انهار المعبر بعد شهر واحد فقط، في 12 ديسمبر/كانون الأول. وبسبب ثقل الثلوج المتراكمة، انكسرت إحدى قوائمها على ارتفاع حوالي 6 متر (20 قدم) ، مع سقوط الصليب على المنحدر وتكسر إلى أجزاء. .

### الصليب الثاني
بدأت خطط إعادة بناء الصليب بعد وقت قصير من انهيار الصليب الأول. كان التصميم مشابهًا للأصل. وتم تدشينه في الأول من تشرين الأول عام 1903م في حفل حضره عدد كبير، تخللته مباركة الصليب بمياه نهر الأردن . استمر الصليب الثاني لمدة تزيد قليلاً عن عامين، حيث هدمته الرياح في 12 فبراير 1906م. .

### الصليب الثالث
ولتجنب التأثير السلبي لتدمير الصليبين الأولين، تم بناء الصليب الثالث بدون دعاية. ونتيجة لذلك، لا يُعرف سوى القليل من التفاصيل حول بنائه. تم الانتهاء من الصليب حوالي عام 1910م،. على الرغم من أن بعض المصادر تشير إلى عام 1907م باعتباره العام الذي بدأ فيه البناء أو اكتمل فيه.  يبلغ ارتفاعه 17.23 متر (56.5 قدم) ، وهو أقصر وأقوى بكثير من الصلبان السابقين. الصليب، الذي يذكرنا ببرج إيفل ، مدعوم بأربعة أرجل متصلة في الأعلى. يجلس الرجلان الشماليان في بسكاي بينما يجلس الاثنان الآخران في ألافا.  في يونيو 1963م , أضيفت صورة سيدة بيجونيا تحت الصليب.  تم تجديد الصليب عام 1991م ومرة أخرى عام 2019. 

## روابط خارجية
- الصعود من موروا
- الصعود من بارازار